# 船舶工学
船舶工学（せんぱくこうがく、英語：naval architecture、naval engineering）とは、船舶に関する工学である。特に設計理論や造船工作に関わる領域を指して造船学とも言う。海軍との関係が深い。
本項目では水上船舶の工学について説明する。潜水艦やホバークラフト、水上での表面効果を利用した航空機などは別記事を参照のこと。

## 概要
船舶工学は船舶の建造（造船）、安全な航行方法や運航にかかわる人間の育成、検査、補修、合理的な海上物流などを取り扱う工学である。船舶はまず水上において航行する能力が求められるが、これを効率的で安全に行うために、波や浮力についての物理学的知識と、具体的な船体設計のための構造力学及び機械工学が必要となる。船舶は貨物や旅客の輸送などさまざまな用途に用いられるため、その目的に適した設計が研究されている。

## 速度
船舶の速度は一般にノット（knot:kn）で表される。
1ノットは1時間あたり1海里（かいり、1,852m、ノーティカル・マイル、Nautical Mile:nm）を進む速度である。1海里は陸上での1マイル（1,609m）とは異なる。古くは地球の円周部、つまり同一子午線上の海面での地球中心からの角度で1分（ふん、1度の60分の1）に相当する子午線弧長を1海里として使用していたが、地球が真球でなく回転楕円体に近い事や国などによって複数の異なる距離の「海里」が存在していた。その後、20世紀中には地球の平均円周を4万kmとしてこれを360x60で割った距離（の小数点以下を四捨五入して丸めた値）である1,852mに統一された。
代表的な船舶の速度に「最大速力」と「航海速力」がある。
最大速力とはまさにその船の最も速い速度であり、普通は公試の時にエンジンを「最大出力」で運転し全力で疾走した時の速力となる。航海速力とは実際の航海時に常用される速力であり最適なエンジン状態を考慮して設定された値である。この航海速力時のエンジン出力は「常用出力」と呼ばれ、常用出力と最大出力との差の比は「シーマージン」と呼ばれる。シーマージンは15-20%程度に設定されるため、常用出力は最大出力の80-85%程度になる。

## 馬力
ワット
従来、船舶エンジンの出力を表すのには「馬力」が使われてきたが、国際単位系と呼ばれる「ワット」（Watt）が国際的な取り決めや公式な場で使用される事で、公式な記載方法では普及が進みつつある。しかし、これまで慣れ親しんだ馬力は21世紀初頭の今でも日常的な使用としてはワットよりも主流で使われている。
馬力
馬力にはメートル馬力と英馬力がある。
メートル馬力
1PS = 約735.5 watt
「メートル馬力」は別名「仏馬力」とも呼ばれ、現在の日本を初め多くの国で採用されている。昔の「日本馬力」とはまた違うことに注意すること。
英馬力
1HP = 約745.7 watt
「英馬力」：ヤード・ポンド法を使用する国で使われている。
公称馬力（Nominal Horse Power, NHP）
機関の課税および売買上の目安として示される馬力
図示馬力（Indicated Horse Power, IHP）
機関内部で発生する馬力
制動馬力（Brake Horse Power, BHP）
機関外部に取り出すことの出来る馬力
軸馬力（Shaft Horse Power, SHP）
スクリューを回す軸での馬力
蒸気レシプロ・エンジンでは図示馬力を使い、ディーゼル・エンジンでは制動馬力を、タービン機関では軸馬力を使うのが慣例である。

## エンジン
船舶用のエンジン、つまり「主機関」としては、ディーゼルエンジンを使用するのが最も一般的であり、ガスタービンエンジンも使用されている（主として艦船や高速船）。船外機も含めて、小型ボートではガソリンエンジンが多い。ただし、船舶ではガソリンの使用は避けられる傾向にある。これは、ガソリンが燃費が悪く、可燃性のリスクが高く船上火災事故が多いためである。
核物質の核分裂反応を利用した原子炉も利用されている（原子力船）。ただし、空母や潜水艦などの艦船用やロシアの砕氷船と数えるほどでしかない。
エンジンの回転方向は特に規定は無いが、一軸推進の場合に前進で右回転のものがほとんどであり、2軸では右が右回転、左が左回転のものが多い。
エンジン出力は次の式で求められる。
有効馬力 ＝ 船の抵抗 × 船速 ÷ 75
実際にはプロペラシャフトの回転摩擦時のロスやプロペラの効率などによって必要な出力は2倍程度が求められる。

### ディーゼルエンジン

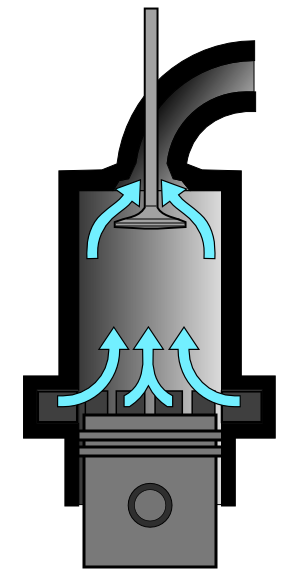
ユニフロー掃気方式のディーゼルエンジン
ターボ過給器によって加圧された空気はシリンダー下部の吸気ポートから押し込まれ、排ガスは上部のポペット・バルブから出てゆく。

ディーゼルエンジンはガソリンエンジンに比べれば重くかさばるが、燃料には低品質で廉価ながら引火リスクが小さく高カロリーな重油や軽油が使用できるため船舶用エンジンとしては最も代表的なものである。ディーゼルエンジンの原理により高圧力に耐えるだけの重く分厚いエンジン・ブロックが必要となり重く場所を取るだけでなく、ピストンやシリンダーのサイズに比例して燃焼時の騒音や振動を抑制することはかなり困難となっている。出力増大のために過給器とインタークーラーが補機として備わっているのが普通である。始動時には、あらかじめ電動ポンプによって蓄えられた起動用圧搾空気タンクからの高圧空気をシリンダー内に抽気してピストンを動かす。また、後進時にはギヤーではなくエンジンを逆回転させる。
船舶に用いられているディーゼルエンジンもいくつかの種類に分けられる。

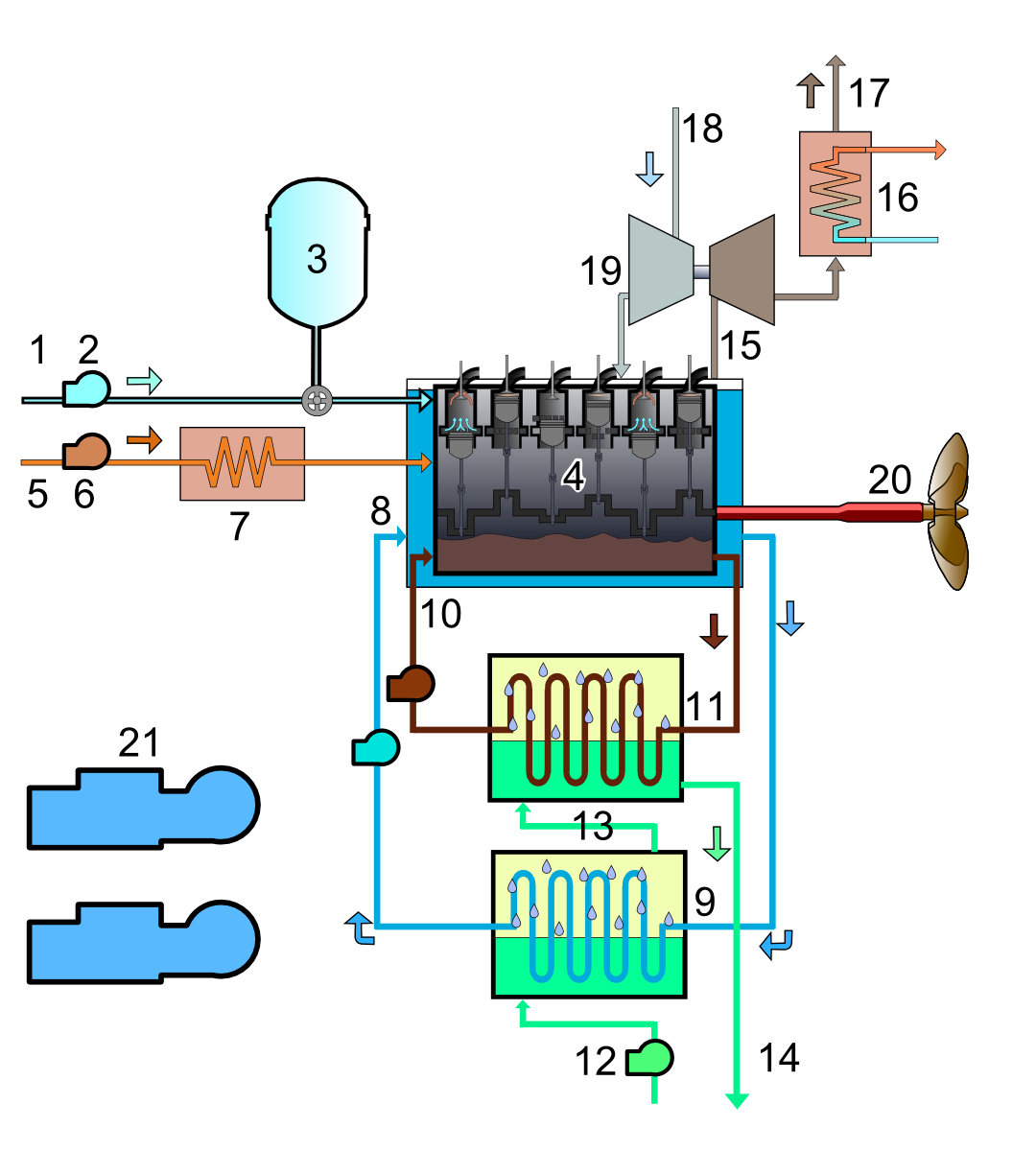
低速回転ディーゼルのプラント
1.空気 2.空気加圧ポンプ 3.始動用高圧空気タンク 4.低速回転ディーゼル・エンジン 5.燃料（A重油、C重油） 6.燃料ポンプ 7.燃料加熱器 8.冷却水 9.冷却水ラジエーター 10.潤滑油 11.潤滑油ラジエーター 12.-14.冷却用海水 15.高温排ガス 16.船内水排気ボイラー 17.排ガス 18.燃焼用空気 19.給排気タービン 20.プロペラ・シャフトと推進器 21.発電機（複数）

低速回転ディーゼル・エンジン
300回転／分以下で回転するものと分類される低速回転ディーゼルエンジンは、一般に巨大であり大直径で長尺のシリンダーを複数備えている。2サイクルのものが多く、4サイクルに比べて圧縮比を少し下げることで燃焼時のガス圧を下げてエンジン・ブロックの厚みを軽減している。
水中での物理を考えれば、大きな翼面を持つプロペラを低速で回した方がエネルギー効率が良い。その点、低速回転のエンジンでは減速歯車が不要でプロペラ・シャフトに直結できるため、重量、保守、故障、騒音振動などの面で有利であるが、エンジン本体の重量とその大きさが帳消しにしており、歯車がなければ1本のプロペラ・シャフトに1台のエンジンしか接続出来ないという制約が生じる。
回転数も100-300回転／分程度のものが多く使われており、シリンダー当り3,000馬力以上の出力のもので75-110回転／分、シリンダー当り1,000馬力程度のもので150-180回転／分となっている。
このため、タンカーやコンテナ船などの大きく比較的速度も遅い船は大きく低速回転のディーゼルエンジンを搭載している。気筒（ピストン・シリンダー）のロングストローク化が進んでいるが、これはさらに機関室の高さを求められることにもなる。
中速回転ディーゼルエンジン
中速回転ディーゼルエンジンは300-1,000回転／分が分類上の回転数だが、実際は380-600回転／分のものが多い。4サイクルのものが多く圧縮比を高められるので燃料消費が少なくて済む。減速歯車（ギヤー）を備えるために、エンジン回転数とプロペラの特性に最も適した設定を選べるので燃費が向上し、また、複数のエンジンを1本のプロペラシャフトに接続できるため、エンジン選択の幅も広がる。減速歯車を持つディーゼルエンジンをギヤードディーゼルと呼び、複数のエンジンを1本のプロペラシャフトに接続したものはマルチプル・エンジンと呼ばれる。複数のエンジンを接続するためにそれぞれにクラッチを備える。また、エンジンとクラッチの間に弾性継手を介することによってエンジンからの回転変動によって歯車が傷むのを防いでいる。
こういった中速回転のものは機関室の高さが抑えられるので、カーフェリーやRORO船に向く。
高速回転ディーゼルエンジン
高速客船や小型の漁船、プレジャーボートなどではディーゼル・エンジンを使用していても1,000-2,000回転／分程度の高速回転のコンパクトなエンジンを使用しており燃料も軽油を使用する。4サイクルのものが多い。
低速回転域での効率を優先しているため、ピストンはストロークとボアの比率が3前後の超ロングストロークになっている。
長いストロークをそのままクランクで受けずに、ピストンとコンロッドの中間に側圧を受け止める潤滑部のあるクロスヘッド機構を持ち、コンロッドの長さを抑えている。
超ロング・ストロークのピストン・シリンダーとクロスヘッド機構のためにエンジンの背は高くなる。

#### 船体の大型化と推進力の大出力化を阻むもの
21世紀初頭現在、大きなディーゼルエンジンは、ボアは90cm、ストロークは3mほどになり、12気筒ほどが最大である。これ以上の出力を求めると燃費の良い低速回転ディーゼルでも、ギヤード・ディーゼルでマルチプル・エンジンにしないと、エンジンルームが前後にばかり場所をとってしまう。
また一軸推進のままだと、出力に見合ったプロペラを製作する工場がないと言う問題と共に、通過する海峡、水路などの深さから喫水に制約を受けることによってあまり大きなものは付けられない。

### ガスタービンエンジン
小型軽量で比較的大出力が得られるガスタービンエンジンは艦船や高速客船や高速カーフェリーなどで使用される。
ディーゼルエンジンのような大きな振動も発生せず、使用燃料の灯油は大型ディーゼルエンジンの重油と異なり比較的良質なため、窒素酸化物（NOx）や硫黄酸化物（SOx）といった有害な排気ガスは少なくて良いが、燃費は悪くなり、エンジンそのものとメンテナンスのコストがディーゼルエンジンに比べて高い。ガスタービンエンジンには航空機用のものと陸上での発電などで使う産業用のものがあるが、船舶に使われるものは航空機用エンジンの転用品がほとんどである。
ガスタービン・エンジンは陸揚げしての整備が可能なように取り付けられている。

### 焼玉エンジン
従来漁船に多く用いられた焼玉エンジン（Semi-diesel engine）はディーゼル・エンジンに代わった。

### 蒸気ピストン・エンジン
蒸気ピストン・エンジン（Steam reciprocate engine）を使用する船は21世紀の現在、全くない。

### 蒸気タービン・エンジン
21世紀の今でも液化天然ガス（LNG）タンカーでは蒸気タービン・エンジンを使うものが多い。運搬中のLNG（液化天然ガス）が少しずつ気化するためにこれをエンジンの燃料として利用できるためである。
蒸気タービンでは前進時とは別に後進用にタービンを備え、前進時に常に空転している無駄を小さくするために後進用タービンの大きさは半分程度としているのが普通である。このため、船のブレーキに相当する「後進全速一杯」（クラッシュ・アスターン）の時のエンジン出力も小さくなるという弊害がある。
原子力航空母艦や原子力砕氷船に使われている原子力機関も、核燃料の核分裂エネルギーを熱源とする蒸気タービン・エンジンの仲間である。

## 機関補機
エンジン（主機関）にはエンジン本体とは別に、エンジンを運転させるために必要なさまざまな機械類が取り巻いている。
これらの機械は機関の補機と呼ばれ、エンジンの種類によって異なったものが必要とされる。以下では大型船の搭載機関としては主流の低速回転ディーゼル・エンジンの補機について説明する。

### 低速回転ディーゼル・エンジンの補機
燃料系
(燃料の流れに沿って記述。燃料タンク（Fuel Oil Tank）より)
燃料移送ポンプ（Fuel Oil Transfer Pump）
燃料油沈降タンクへ燃料油を送るとともに、トリムやヒールの調整のために燃料タンク間の移送にも使用される
燃料油沈降タンク（Fuel Oil Settling Tank）
タンク内で燃料を加熱して固形物を沈降させ、水分も分離させて取り除く
清浄機（Purifier）
遠心力によってさらに不純物を取り除くとともに、安価だが重質のC重油を130-135℃に加熱して使いやすいがやや値が高いA重油と同じ粘度程度にする
燃料油常用タンク（Fuel Oil Service Tank）
燃料を一時的に溜める
燃料油ブースター・ポンプ（Fuel Oil Booster Pump）
燃料を加圧して主機関に送る
(主機関内の燃料油噴射ポンプ（Fuel Injection Pump））
吸排気系
過給器（ターボチャージャー、Turbo charger）
シリンダーから排出される排ガスの圧力を使って、新たな空気をシリンダー内に加圧して送り込む装置。
インタークーラー（Intercooler）
過給器によって加圧された空気は温度が上昇するため、これを冷却することで燃焼時の膨張効率を改善するための装置。
排気ボイラー
船内で使用する水を高温排気を利用して温める装置。

潤滑油・冷却水系
潤滑の必要性
エンジン内部には金属同士が接触しながら動くため、何もしなければ摩擦によって発熱が生じてトラブルの原因となり、また接触点が削られて必要な強度が保てなくなる恐れがある。
潤滑油は金属同士の間に入り込んで両者の直接の接触を避けて摩擦を減らし、発熱や損耗を最小限に抑える。潤滑油が奪う熱は冷却の役割も果たす。
冷却の必要性
アルミ合金は300度以上で、鋳鉄も400度以上になれば急速に強度が低下する。これらが使用されている主機関は冷却されなければ強度不足が起きる。主機関内のエンジン・シリンダーは内部で燃料が燃焼するため高温になり、冷却しなければ強度不足によって変形がおきて、最悪の場合は亀裂が生じる。また、高温は熱歪みを生み各部がゆがみ、また膨張によってピストンがシリンダーと固着する「焼き付き」を起こす場合がある。潤滑油が焼けて機能を失い、やはりエンジン内部での摩擦抵抗が増して出力低下が起き、やがて摩擦そのものが発熱を生み出して焼き付きを起こす。
シリンダー内下部にはシリンダー油が供給され、燃料弁、ピストンは冷却清水と潤滑油によって冷却する。冷却清水と潤滑油は機関室に取り込まれた海水によって冷却される。
- 主海水ポンプ
- 主冷却水ポンプ
- 潤滑油ポンプ
- 燃料弁冷却ポンプ
- 潤滑油清浄機
- 高圧エアー・タンク
- コンプレッサー

パイプとバルブのハンドルの識別色
- 燃料管：赤
- 清水管：青
- 海水管：緑
- 蒸気管：銀
- 圧縮空気管：ねずみ色
- ビルジ管：黒

### その他の補機
補助ボイラー
補助ボイラー（Auxiliary Boiler）は補機や加熱装置へ蒸気を供給するための装置である。
丸ボイラー（スコッチ・ボイラー、Scotch Boiler）か、乾熱式丸ボイラー（Dry conbustion Boiler）が使用され15気圧程度の比較的低い圧力である。
清海水用ポンプ類
雑用水ポンプ
多目的に使用される海水を供給するポンプ。
清水用ポンプ
飲料水（清水）を供給するポンプ。
バラスト・ポンプ
船のトリム、ヒール、浮力を調節するためのバラスト水の注排水を行うポンプ。

造水装置
大型船ではさまざまな用途に水が使用され、一部は海水のような外部自然水でも用をまかなえるが、清浄な水も大量に必要とされる。機関にボイラーを備える蒸気タービン船では、毎日数回のボイラー内部の蒸気洗浄（スート・ブロー）を行わねばならず、内部の蒸気も漏れにより徐々に失われるために補わなければならない。意外なことにボイラー内の水は高純度が求められ、不純物があると徐々にスケール（水垢）がたまって熱効率が落ち、そのまま放置して熱の不均一な状況が悪化すると事故が発生するリスクがある。また、客船では生活水が必要であり、貨物船であっても船体から塩分を洗浄するには清水が必要となる。
蒸気タービン船ではその蒸気を、ディーゼル船ではエンジンの冷却を兼ねた高温の清水をそれぞれ利用した造水装置（Distilling Plant）が備えられていて、大量の清水の需要に応えられるようになっている。造水装置は、水を100℃以上に加熱して清水を得るのではなく、抜気ポンプによって水タンク内の圧力を700mmHg程度にまで下げて温かい水を沸騰させる。その蒸気を別の清水タンク内で冷やすことで清水を作り出している。
その他の補機
通風装置、空気圧縮機、発電機（Generator, Dynamo engine）

## 推進器
船の用途などに応じてさまざまな推進器が開発されている。
一般にスクリュー・プロペラは大きな物をゆっくりと回すことがもっとも効率が良いが、あまり大きな物では船が軽くなった時や波で揺れた時に、スクリューが水面上に出てしまい空回りを起こしたり、水面近くで気泡を作るのにエネルギーを無駄に消費するために上端の位置には限度があり、船底より下に突き出ると浅い海での破損のリスクがあるために下端も船底より高い位置を守る必要がある。20世紀末からは「ハイスキュー・プロペラ」と呼ばれるキャビテーションの発生を低減して、より高回転での使用を可能にしたプロペラも登場している。

### スクリュー・プロペラ
スクリュー・プロペラ（screw propeller）は最も一般的な形式の推進器である。

#### 固定ピッチと可変ピッチ
固定ピッチ・プロペラ
プロペラの取り付けが固定されているもので、可変ピッチ・プロペラの登場によって固定と強調されるようになった。プロペラの一回転する間に進む距離の理論値をピッチ（Pitch）と呼ぶ
可変ピッチ・プロペラ
可変ピッチ・プロペラ（Controllable Pitch Propeller）：プロペラの取り付け角度を任意に変えることでピッチが変更できるため、プロペラ・シャフトの回転数を変えずに、前進、中立、後進や前進と後進でも任意の微速へと迅速に変更出来る。可変ピッチ・ハイスキュー・プロペラもある
可変ピッチ・プロペラはギア部分を含む軸中央のボス部が少し膨らむために水流の邪魔になってこの点では少し推進効率が低下するが、船の状況に応じてピッチが最適に出来るため総合的には推進効率は良くなる。
可変ピッチ・プロペラそのものの製造単価が高い。

#### 二重反転プロペラ
プロペラの回転によって生み出される水流そのものの回転運動によって、プロペラが生み出すエネルギーの3分の1が推進力に寄与せずに失われる。二重反転プロペラ(Contra Rotating Propeller, CRP)では、前のプロペラで生じる回転水流とは逆方向に回転する後ろのプロペラによって受け止めることで、後ろのプロペラの回転力に加えて前からの水の回転力も推進力に転化できるため、一重プロペラに比べてエネルギーの無駄が少なくなる。
25万トン級のVLCCタンカーに採用された例では、約15%ものエネルギー効率の改善が報告されている。

#### ノズル・プロペラ

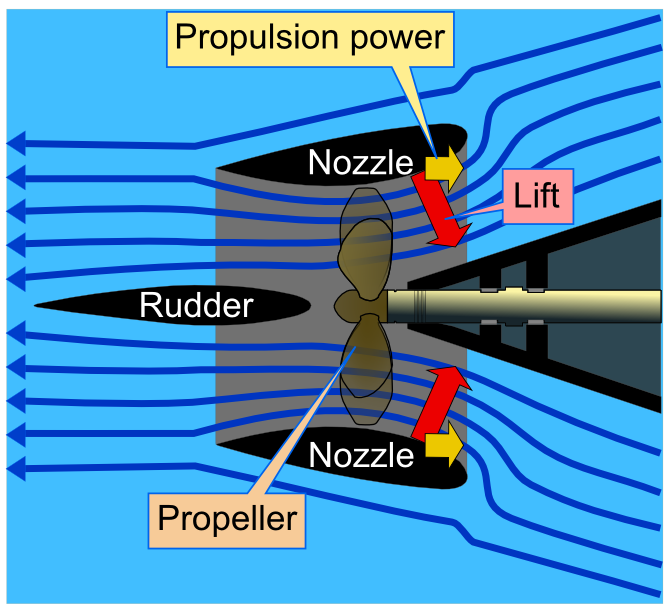
ノズル・プロペラの一種であるコルト・ノズル

ノズル・プロペラはプロペラのエネルギー効率を上げるため、プロペラの周囲を整流板（ノズル）で囲った形式である。ダクトプロペラやとも呼ばれる。航空機に使われるダクテッドファンの類似形式である。
1934年に登場したコルト式ノズル・プロペラ（Kort nozzle）では低速高加重での大推力が得られ、推力が30-45%増大するが、キャビテーションの発生が激しくノズル側面に穴が開くなど問題もあるため、砕氷船を除けばあまり採用されない傾向がある。

#### ポッド推進
アジマススラスターは水平方向に360度回転するポッドにノズル・プロペラを装備して推進軸を任意に向けられるもの。タグボートや海底電線敷設艦、海底・海洋調査船のように細かな操船を必要とされる船に使われている。舵は必要ない。バトックフロー船型と組み合わせられる例が多い。

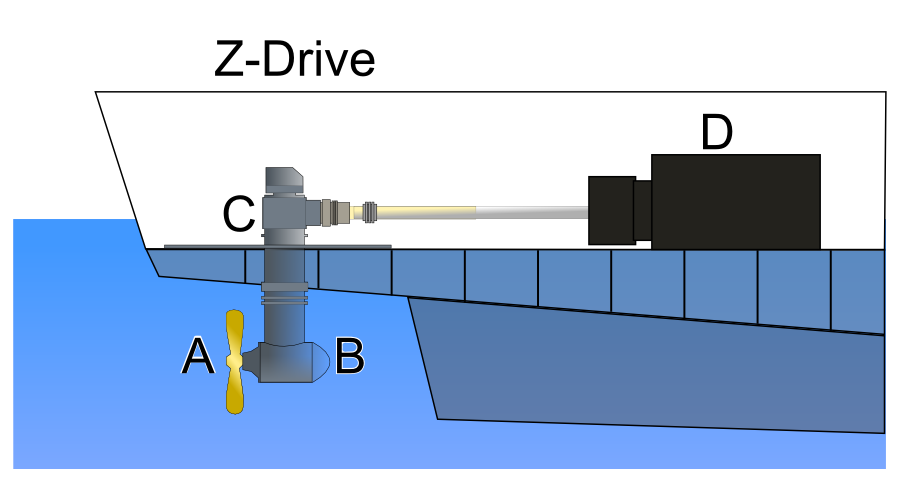
Dのエンジンの力はCとBのギヤによって直角に変えられAのスクリューに伝えられる。AとBは軸を中心に回転出来るため、希望する方向へ推力を向けられる。

Zドライブ
動力を船内からポッドへとシャフトとギヤーを経由してプロペラまで導くもの。商品名の「ゼットペラ」、「ダックペラ」、「レックスペラ」、「Tドライブ」などとも呼ばれる。
電気ポッド推進
AZIPOD（Azimuthing Electric Propulsion Drive）と呼ばれるポッド内に電動機を備えてプロペラを駆動するもので、もともとは砕氷船用に開発され、その後、低騒音・低振動のため大型客船にも採用されている。2004年に建造された「はまなす」「あかしあ」の2隻の高速フェリーは通常位置のプロペラに加えて、その後部の本来なら舵がある位置に電動推進ポッドを持つことで、通常の航海時には向き合った2つのプロペラが二重反転プロペラとなり効率のよい推進器となり、港での細かな操船が必要な場合には、360度自由に向きを変える電動推進ポッドが活躍する。「はまなす」は「シップ・オブ・ザ・イヤー'04」を受賞した。

#### ポッド推進の利点
- 機関の配置に自由度が高まる
- サイドスラスター、舵、これらが不要
- 電動機との相性がよく、電動機であれば以下の点も利点となる
  - 逆転も含めた回転速度が自由
  - 低速トルクが強力
- エンジンからプロペラまでの推進軸が不要、これは同時に軸心見通し作業が不要となり、その他の船体建造作業も単純化できる

砕氷船や砕氷タンカーに電動機を内蔵するポッド型推進器が多く使用されるのは、通常の船が受けるこれらの利点だけではなく、通常航行時にはバルバス・バウを備えた船首を前にして進み、氷を割って進む時には船体を逆に使って通常の船尾を前にしてポッドの向きを180度変えて「後進」状態で氷を割ってゆく「Double Acting」という推進方法を用いるためである。

### シュナイダー・プロペラ
シュナイダー・プロペラは2つのローターより突き出たそれぞれ4-6枚のブレードの取り付け角を連続的に変えて任意の方向への推力を与えることが出来る推進器である。「フォイト・シュナイダー・プロペラ」「トロコイダル・プロペラ」「サイクロイダル・プロペラ」とも呼ばれる。従来はタグボートなどで使用されていたが、21世紀になってからはポッド推進の登場によって、幾分効率の悪いこの方式は減っている。舵は必要なく、その場での回転を含めて自由な操船が行なえる。

### ウォータージェット推進

ウォータージェット。2つの噴射方向を組み合わせれば前進、後退、横移動、その場旋回が行なえる。

ウォータージェット推進は船底から水を取り込み、導入流路を絞り幾分加圧された環境下でプロペラによって高圧にして吐出ノズルから後方に噴き出すしくみである。ノズルを可変にすると舵の機能を持たせられ、前方へのリバースドア（後進バスケット）を備えれば逆進も可能になる。
通常のプロペラ推進ではキャビテーションの発生による高速回転域での制限があるが、この方式では流路を狭めることで40-50ノットでの高速航行時にも高回転・高圧力が維持できる。高速船での使用だけでなく、岩場でスクリューを傷めたり魚網を巻き込んだりしないため浅瀬や河川を航行する船にも使われる。沿岸警備において不審船や密漁船が故意にロープや漁網を絡ませ進行を妨害することを防止可能であることから採用されることもある。

### 外輪（外車）
大きな水車（外輪）を回転させて水をかいて進む。パドル式とも呼ばれる。スクリュー・プロペラの登場によって推進効率が低く破損しやすい外輪船（外車船）は時代遅れとなり、琵琶湖汽船の「ミシガン号」のような一部の観光用途を除いては使用されていない。外輪を船体の左右側面に備えるものと、船体後部に1つ備えるものの2つの形式がある。
1845年4月3日にイギリス海軍が当時登場したスクリュー・プロペラの能力を試すため、800トンで200馬力同士の外輪船「アレクト」とスクリュー船「ラトラー」に綱引きさせた実験が有名である。2.5ノットでスクリュー船が引き勝ったことや、外輪は大きく重く、また、敵の砲撃や強い波浪によって容易に破損するなど、多くの点でスクリュー・プロペラに劣っていたため、イギリス海軍は以降、スクリュー・プロペラを軍艦の推進器に採用した。（詳しくは蒸気船を参照。）

### アルキメディアン・スクリュー
アルキメデスのねじの原理を応用した「アルキメディアン・スクリュー」は砕氷船のガリンコ号のような特殊な船で使われている。ガリンコ号では大きな4本のねじ型回転部が砕氷器と推進器を兼ねていて、流氷や氷上、雪上、柔泥地でもそのまま進むことができる。

## 推進軸の周辺
船の主機関からプロペラまでの船の推進軸に関わる装置類はまとめて軸系装置と呼ばれる。
以下に主機関から順に列記する。
- 主機関
- 減速歯車
  - スラスト・ブロック（推力軸受）
- 中間軸
- 中間軸受け
- 軸継ぎ手
- プロペラ軸
- 船尾管
  - 船尾管軸受
  - 軸封装置（シール装置）
- シャフトブラケット
- シャフトブラケット軸受
- プロペラ

推進器が通常のプロペラと異なり、ポッド推進器やウォータージェット推進、シュナイダープロペラ、外輪車の場合はこれらのいくつかや、多くが不要となり他の形式を必要とするものが多い。
プロペラで発生した推進力を船体に伝える働きをするスラスト・ブロックは主機関や減速歯車に一体となって取り付けられる場合が多い。エンジン回転数が遅い場合は減速歯車は不要となる。
大きな船で推進軸が長い場合には1本またはそれ以上の中間軸とそれを保持する軸受けを備えるが、推進軸が短い場合には中間軸を持たずにプロペラが取り付けられるプロペラ軸だけを備える船がある。中間軸とプロペラ軸とは軸継ぎ手で接続される。基本的には、船舶での推進軸は自在継ぎ手によって途中の角度が変えられることはあまりなく、角度の変更が必要な場合には歯車が使用される。
船尾管は船体を貫くプロペラ軸を通すための管であり、軸封装置（シール装置）によって船体外部の水が内部に侵入しないようにしながら、プロペラ軸を保持して円滑な回転を助ける働きを持つ。
シャフトブラケットは多軸推進船に固有の部品であり、プロペラまで水中に長く突き出たプロペラ軸を保持する。1軸推進船ではシャフトブラケットは不要となる。
中間軸やプロペラ軸は、小型船では中まで詰った中実の軸が使われるが、大型船では内部がカラの中空軸が使われる。金属製の中間軸やプロペラ軸は電気を通さない潤滑油等で覆われているために、そのままでは海水と接する面で電気的な腐食が生じる。この腐蝕を防ぐために船体と軸を金属ブラシなどで電気的に接続して、電位を同一にすることで、腐蝕を船尾の防蝕アノードに限定するようになっている。
プロペラは推進軸によって機関室のエンジン、又は減速機と接続されており、このプロペラと推進軸が1組のものが1軸推進と呼ばれ、2組や3組のものが2軸推進、3軸推進と呼ばれる。2軸推進以上では水中での推進軸の露出部が長いために、シャフトブラケットと呼ばれる推進軸の支持構造を持つ船が多い。1軸推進では舵はプロペラ直後に1つだけ持つのが一般的であるが、2軸推進以上では、プロペラ直後に備える他にも船体中央に備える方法もある。

## 腐蝕対策
アルミは鋼鉄に比べて腐蝕を起こしにくいため、水に浸かり続ける船体には適した金属であるが、長い時間の経過と共に少しずつ腐蝕は進行するため、やはり塗装は必要となる。

### 異種金属腐蝕
鋼鉄の船体では塗装は必須であるが、特に異種金属腐蝕も問題となる。電解質溶液中にイオン化傾向の異なる金属をつなげて浸しておくと、一方の低電位の金属が激しく腐蝕を受ける現象である。
この現象はボルタ電池として利用されることもあるが、船ではほとんどのプロペラに銅合金が使われているため、陽極（＋極）となる船尾の鋼鉄を激しく腐蝕する。このため、犠牲となって溶ける亜鉛などの「アノード」（Anode）と呼ばれる金属片をプロペラの周囲に貼り付けて、船体の腐蝕を防ぐ。この方法を「犠牲防蝕」と呼ぶ。

## 快適性

### 減揺装置
船客の船酔いを防ぎたい客船はもとより、貨物の荷崩れ防止のために多くの貨物船でも、何らかの減揺装置は備わっている。下記の装置のほかにも、四角ばった船体横断面形を採用するのは揺れを抑える工夫である。
ビルジキール
小型船を除くほとんどの船では、ローリング（Rolling）を抑制して安定した航走の為に「ビルジキール」（Bilge Keel）と呼ばれるフィンが船体の2/3程の長さに渡って船底の両側面の角に取り付けられている。
フィン・スタビライザー
多くの大型船では、同様の理由で船体の動揺を減少するように電動で動く「フィン・スタビライザー」（Fin Stabilizer）と呼ばれる小さな金属製の翼、「フィン」が船底両側面に取り付けられていて、航海中の船の揺れをセンサーが感知して、フィンの角度を自動的にコントロールすることで、フィンの揚力によって揺れを抑える。速度が高いほど効果が表れ、横揺れ（ローリング）を減少させるが、船速が遅い場合は効果が低く、停船中は機能しない。水の流れがなくてもフィンを油圧によって上下に動かすことで減揺能力を発揮する「上下振動型フィン・スタビライザー」が考案されている。
アンチローリング・タンク
減揺水槽（アンチローリング・タンク）の水の移動によって左右の揺れ（ローリング）を抑制する。両舷の水タンクとそれらを結ぶかなり太いパイプにより構成される。簡単な装置の割には比較的有効に揺れを抑えられるが、必ずしも揺れに対応した最適な水の動きが生じる訳ではなく、このような受動型の減揺水槽では能力に限界がある。21世紀に入って水の移動に伴って動く空気の流れを電磁弁でコントロールすることで積極的に減揺特性を最適化させるアクティブ式の減揺水槽が一般化している。
船の重心から離せば効果が増すため比較的高い位置に置かれることが多いがそれだけ重心が高くなる。船の排水量の2-3%程度の水による重量も増し、場所も占めるために客船以外で使用されることはあまりない。
可動質量型減揺装置
可動質量型減揺装置では金属のかたまりのような重りをモーターの力で左右に動かすことでローリングを抑制する装置であり、減揺水槽での効果を最適にするようコントロールできるとされているが、まだ装備している船はない。
アンチピッチング・スタビライザー
揺れには横揺れ（ローリング）だけでなく縦揺れ（ピッチング、Pitching）や上下揺れ（ヒービング、Heaving）もある。縦揺れを抑制するために船首ビルジ部にフィン・スタビライザーを付けるアンチピッチング・スタビライザーが考えられているが、まだ装備している船はない。縦揺れと上下揺れは水から受けるエネルギーが横揺れに比べて大きく、有効な減揺装置の開発はなかなか困難であると考えられている。

### サイドスラスター

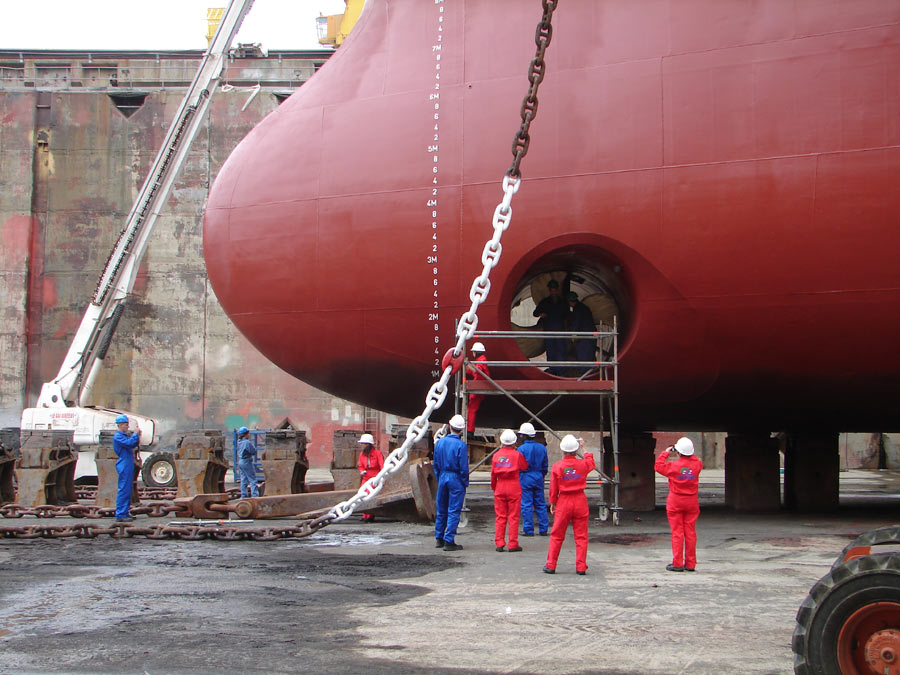
バウスラスター

大型船が港に入港する時には小回りが効かないためにタグボートで押したり曳いたりしてもらって接岸することがある。多くの大型船、特に大型客船では「サイドスラスター」と呼ばれる横方向に小さな推進力を備えた船が多い。サイドスラスターは水面下で船体を左右に貫くトンネルとその中で回転する電動スクリューにより構成される。
船首側にあるものは「バウスラスター」、船尾側にあるものは「スターンスラスター」と呼ばれる。
複数のサイドスラスターを持つ船も珍しくなく、大型客船では船首に3つ、船尾に3つ備える船も現れている。航行中に舵の代りに使おうとしても、前後方向の水流にじゃまされてスラスターの横推力が発揮できなくなり、5ノット程度を境に使用されない。推進器の方向が変えられるアジポッドなどを備える船は、それによって自由な操船が行なえるために、普通はサイドスラスターを持たない。

### 振動対策
船体の強い振動は人間にとって不快であるだけでなく、船体構造材の金属疲労の原因にもなるため、船舶工学にとって振動軽減は重要なテーマとなっている。
エンジン
船舶で使用されるエンジンは多くが大きな騒音と振動を生み出すため、特に客船ではエンジンの基部を防振ゴムを介して保持したり、客室がある上部船体をゴムによって浮かして保持するなどの工夫がある。騒音と振動の抑制が比較的簡単な高周波ノイズが主であるタービン機関の採用も客船では多かったが、パワーエレクトロニクスの発展に伴い、ディーゼル電気推進を採用する客船が増えてきた。キュナード・ラインのかつてのフラッグシップ『クイーン・エリザベス2』も蒸気タービン船からディーゼル電気推進に改造された他、また日本船籍で最大の客船『飛鳥II』も竣工時の『クリスタル・ハーモニー』時代からディーゼル電気推進船である。
プロペラ
プロペラの回転時に翼の1枚1枚が作る圧力波が船底部の外板を叩くために船体に強い振動が発生する。これを避けると同時に燃費を改善する方法として、ハイスキュード・プロペラの採用がある。
スキューによってプロペラが作る水中の圧力が連続的となり、振動が小さくなる。
プロペラシャフトおよび減速機
主機ディーゼルエンジンの出力軸と減速機との結合や、エンジンとプロペラシャフトとの結合において、振動の伝達を阻止し、かつエンジンと減速機・プロペラシャフトとの共振を避け軸の危険回転速度を常用域から外す目的でエンジン出力と軸との結合にはガイスリンガー継手等の剛結合を回避する継手が選択される。また舶用エンジンはトルクが巨大であることからクランクシャフトの反出力側にもクランクのねじり振動や曲げ振動を低減させるダンパーが取り付けられ、エンジン気筒の失火など過酷な運転領域においてもクランクシャフトの応力を抑制する仕組みが取られている。

## 燃費向上・コスト削減

### エンジン
大まかに言えばディーゼル・エンジンの出力はシリンダー内の体積に比例するが、低速で航海する船体が受ける抵抗は水と接する表面積に比例する。このため、3乗の出力効率と2乗の抵抗成分によって船の大型化が輸送効率という意味での燃費効率の向上につながる。
船舶用のディーゼル・エンジンは長ストローク化や低回転化、排気タービン過給器やインタークーラーの装備によって大きく燃費が向上した。また、ディーゼル・エンジンで電子制御システムを採用して、燃料噴射と排気弁の制御タイミングを最適化することで、燃費を向上しながらNOx排出量を抑制している。

### プロペラ
プロペラは出来るだけ大きなものを1つだけ水中でゆっくりと回すのが効率が良くなる。多軸推進は経済性の面では不利となる。2重反転プロペラは回転エネルギーが効率よく推進力に変換できるので燃費向上には有利となる。

### 高速化
排水量型船体の高速化は造波抵抗と粘性圧力抵抗の急速な増大化を招き、摩擦抵抗も比例して増大するが、ウェーブ・ピアーサーのような船型によって大きな抵抗の増大が避けられ、高速を生かして1隻で2隻分の働きを行なえるなら人件費や燃料費、船体購入費やメンテナンス費などの総合的なコストを勘案すれば必ずしも割高とは限らないといえる。
ただ、東京⇔小笠原航路に就役予定で東京都が三井造船に求めた高速船「スーパーライナーオガサワラ」号の事例では、14,500総トンの船体で最高速度39knを実現したものの、定員740人で運べる貨物はたった210トンであり、しかも往復で700トン以上の燃料を消費することから、計画は白紙に戻されて完成した船体の使い道がなくなってしまう事態となった。
このように、高速船を長距離航路で運用することはコスト的に引き合わない可能性が高い。